# Ядерна бомба Mark 7
Mark 7 «Тор» (або Mk-7) — перша тактична ядерна бомба, прийнята на озброєння збройних сил США. Також була перша зброя, яка була доставлена методом підкидання за допомогою системи низьковисотного бомбардування (LABS). Зброя була випробувана в операції Бастер-Джангл. Для полегшення зовнішнього носіння літаками винищувачами-бомбардувальниками Mark 7 була оснащена висувним стабілізатором оперення. Боєголовка Mark 7 (W7) також лягла в основу 775 мм Ракета BOAR, ядерна глибинна бомба Mark 90 Betty, ракета MGR-1 Honest John і балістична ракета MGM-5 Corporal. Також була поставлений для доставки літаком Королівських ВПС Канберри, призначеним НАТО в Німеччині під командуванням SACEUR. Це було зроблено під егідою проекту E, угоди між Сполученими Штатами та Великою Британією про перевезення ядерної зброї США Королівськими ВПС. У Великобританії він мав позначення 1650 фунтів. HEMC Mark 7 перебував на озброєнні з 1952 по 1967 (8) з 1700-1800 побудованих. 

## Дизайн

Схема системи імплозії, подібної до тієї, що використовується в Mk7

Mark 7 був зброєю поділу зі змінною потужністю, яка використовувала левітовану яму та імплозійну конструкцію з використанням 92 лінз великої вибухової речовини. Зброя мала різну потужність 8, 19, 22, 30, 31 і 61 кт за допомогою різних кістянок для зброї. Зброя мала як повітряний, так і контактний режими. Зброя, яка використовувалася в польоті для забезпечення безпеки, і пізніші версії зброї використовували систему озброєння та захисту типу PAL A. Було виготовлено приблизно від 1700 до 1800 бомб Mark 7 і 1350 боєголовок W7.  
Ядерна зброя Mark 7 важила приблизно 730 кг. Була оснащений одним вертикальним висувним стабілізатором, який дозволяв йому краще підходити до або під деякими літаками. Це було унікально і зробило його однією з перших ядерних боєприпасів, які були достатньо оптимізованою для перевезення на менших літаках. Загальний діаметр бомби становить 760 мм. 

## Система доставки
Було вироблено 10 різних моделей цієї боєголовки для кількох різних систем доставки. Окрім бомби Mark 7, це включало ракету класу «повітря-поверхня» BOAR, тактичні ракети «земля-земля» MGR-1 Honest John і MGM-5 Corporal, глибинну бомбу Бетті Mark 90, надводну бомбу Nike Hercules MIM-14. ракета-повітря та атомний боєприпас руйнування. 
Конфігурована як гравітаційна бомба Mark 7 і BOAR, ця зброя використовувалася винищувачами-бомбардувальниками F-84 Thunderjet, F-100 Super Sabre і F-101 Voodoo, а також бомбардувальником B-57 Canberra.

## Тести
Під час операції Teapot MET 15 квітня 1955 року було проведено випробування з використанням боєголовки Mk7 з використанням експериментальної композиційної ями плутонію/ урану-233, що дало вихід 22 кт, що на 33% менше, ніж очікувалося. Оскільки Shot MET був військовим випробуванням, низька продуктивність зруйнувала багато експериментів, які проводило Міністерство оборони під час випробування. Міністерство оборони не було повідомлено про заміну Лос-Аламосом.

## Атомний руйнівний боєприпас T2

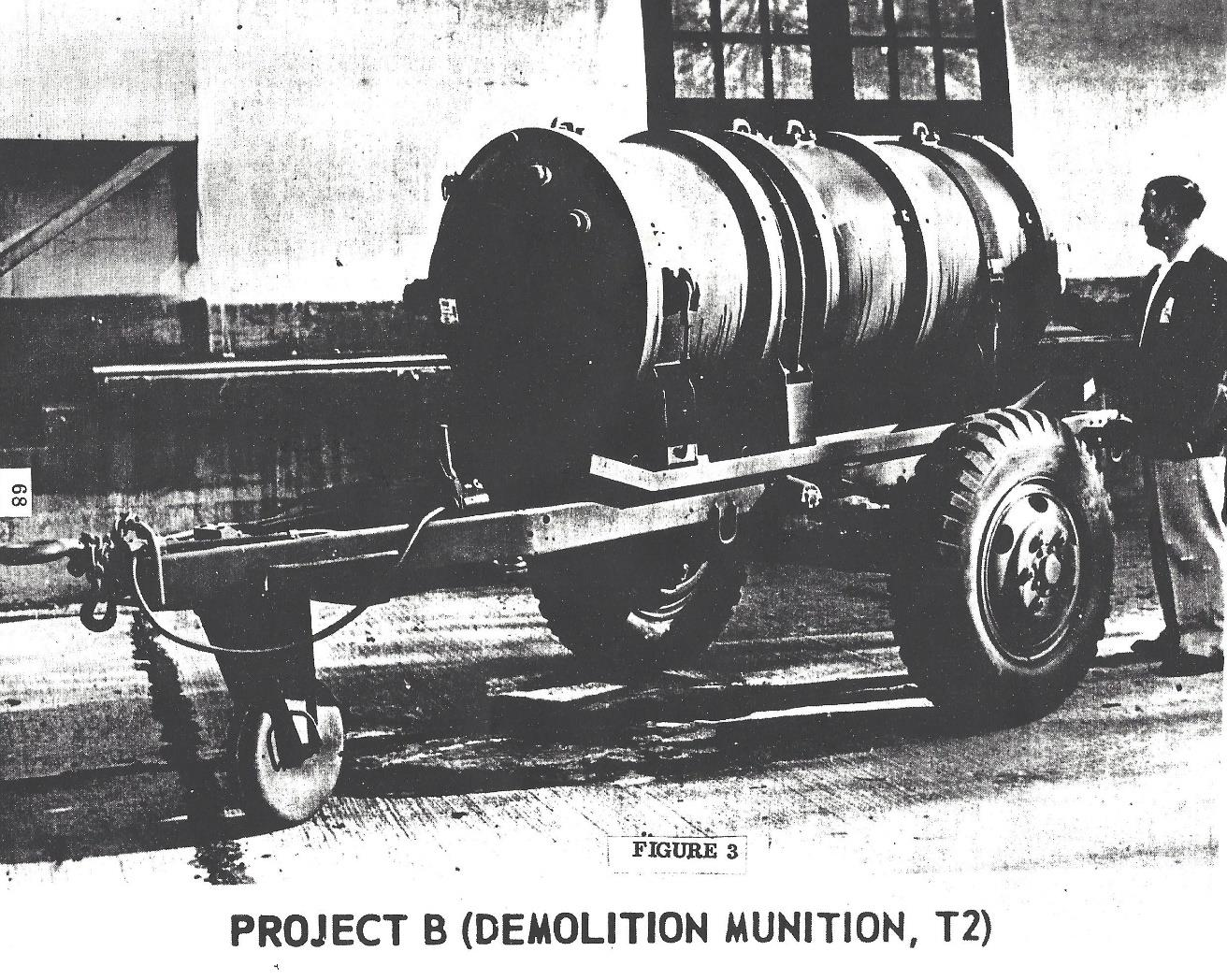
Атомний руйнівний боєприпас T2

Атомний руйнівний боєприпас (ADM) під назвою T2 розглядався з лютого 1953 року. Деякі роботи над проектом було завершено, але пристрій було скасовано до виробництва. Система повинна була мати командний і таймерний режим детонації.

## Збережені
Гільза Mark 7 виставлена в ангарі часів холодної війни в Національному музеї ВПС США в Дейтоні, штат Огайо, а одна – у музеї Wings over the Rockies, Денвер, штат Колорадо.

## Технічні характеристики
- Довжина: 15,2 фута (4,6 м)
- Діаметр: 2,5 фута (0,76 м)
- Вага: 1 680 фунтів (762 кг)
- Запал: повітряний вибух або контакт
- Вихід: Вихід може коливатися від 8 та 61 кілотонна ТНТ (33 та 255 ТДж) , використовуючи різні ями для зброї (ядра).
- Імплозійна ядерна зброя

- English Electric Canberra (Королівські ВПС)
- Douglas F3D-2B Skyknight
- Douglas A-1 Skyraider
- Douglas A-3 Skywarrior
- Douglas A-4 Skyhawk
- Мартін Б-57 Канберра
- McDonnell F2H Banshee
- McDonnell F3H Демон
- McDonnell F-101 Voodoo
- Північноамериканський FJ Fury
- Північноамериканський B-45 Tornado
- Північноамериканський F-100 Super Sabre
- Republic F-84 Thunderjet